# Carlos Alexandre, conde de Goltz
Karl-Alexander von der Goltz (Altona, 20 de agosto de 1739 — Altona, 15 de novembro de 1818), conde de Goltz, foi um militar alemão que ascendeu ao posto de marechal e comandante em chefe do Exército Português.